# Doctor (Work It Out)
Doctor (Work It Out) è un singolo dei cantanti statunitensi Pharrell Williams e Miley Cyrus, pubblicato il 1º marzo 2024.

## Descrizione
Il brano, scritto dalla cantante con il produttore, doveva essere inserito nell'album Bangerz della Cyrus uscito a fine 2013 ma è stato scartato dalla tracklist finale. Più di dieci anni dopo, il brano è stato rielaborato e riregistrato dal 2023, ed è stato presentato in anteprima durante il livestream della sfilata maschile Louis Vuitton di Pharrell Williams durante la settimana della moda di Parigi, il 16 gennaio 2024. In un'intervista rilasciata a Pitchfork Cyrus ha raccontato la scelta di pubblicare il brano successivamente alla sua vittoria ai Grammy Awards con il brano Flowers:

## Accoglienza
In una recensione a quattro stelle su cinque, Roisin O'Connor dell'Independent ha descritto la canzone come una «jam glam-pop-rock» con «un gancio di basso funky». La scrittrice ha assimilato la sua «melodia e il ritmo» a I Wanna Be Your Slave dei Måneskin e ha definito l'introduzione come «ridolente di quella di Blurred Lines», trovando che «Cyrus eleva quello che avrebbe potuto essere un bop dimenticabile, aggiungendo i brividi e i brividi con un sussulto, un gemito».

## Video musicale

Screenshot tratto dal video del brano

Il video musicale, diretto da Jacob Bixenman, è stato reso disponibile in concomitanza del lancio del singolo attraverso il canale YouTube della cantante.

## Tracce
Testi e musiche di Michael Pollack.
1. Doctor (Work It Out) – 3:02

## Classifiche
| Classifica (2024) | Posizione massima |
| ----------------- | ----------------- |
| Argentina         | 70                |
| Belgio (Vallonia) | 47                |
| Bielorussia       | 125               |
| Canada            | 41                |
| Estonia           | 31                |
| Irlanda           | 44                |
| Polonia           | 93                |
| Portogallo        | 116               |
| Regno Unito       | 46                |
| Repubblica Ceca   | 90                |
| Stati Uniti       | 74                |
| Svezia            | 90                |
| Svizzera          | 61                |